# Vacío cuántico
En la teoría cuántica de campos, el vacío cuántico (o simplemente el vacío) es el estado cuántico con la menor energía posible. Generalmente no contiene partículas físicas. El término «energía del punto cero» es usado ocasionalmente como sinónimo para el vacío cuántico de un determinado campo cuántico.

## Concepto
De acuerdo a lo que se entiende actualmente por vacío cuántico o «estado de vacío», este «no es desde ningún punto de vista un simple espacio vacío», y otra vez: «es un error pensar en cualquier vacío físico como un absoluto espacio vacío». De acuerdo con la mecánica cuántica, el vacío cuántico no está realmente vacío, sino que contiene ondas electromagnéticas fluctuantes y partículas que saltan dentro y fuera de la existencia, o mejor dicho, de bajos niveles de energía.
Según las modernas teorías de las partículas elementales, el vacío es un objeto físico, se puede cargar de energía y convertir en varios estados distintos. Dentro de su terminología, los físicos hablan de vacíos diferentes. El tipo de partículas elementales, su masa y sus interacciones, están dados por el vacío subyacente. La relación entre las partículas y el vacío es similar a la relación entre las ondas del sonido y la materia por la que se propagan. Los tipos de ondas y la velocidad a la que viajan varía dependiendo del material.

## Estados del vacío
Nosotros vivimos en el vacío de menor energía, el vacío verdadero. Los físicos han hecho acopio de muchos conocimientos sobre las partículas que habitan ese tipo de vacío y las fuerzas que actúan entre ellas, a saber: la fuerza nuclear fuerte, la débil y la electromagnética. En otros vacíos, las propiedades de las partículas elementales pueden ser muy distintas. No sabemos cuántos tipos de vacío existen, pero la física de partículas sugiere que, aparte del nuestro, el vacío verdadero, hay por lo menos otros dos más y en ambos, ni entre las propias partículas ni en las interacciones hay tanta simetría y diversidad.
El primero de esos vacíos es el vacío electrodébil. En él, las interacciones electromagnética y débil poseen la misma fuerza y se manifiestan como partes de una sola fuerza unificada. En este vacío, los electrones tienen una masa igual a cero y no se los puede distinguir de los neutrinos. Se mueven a la velocidad de la luz y no se vinculan a ningún núcleo para formar átomos. En tales condiciones, por supuesto, ese no puede ser el tipo de vacío en el que vivimos.
El otro vacío es el que postula la teoría de la gran unificación. En él, los tres tipos de interacciones entre las partículas están unificadas en un estado simétrico en el que los neutrinos, los electrones y los quarks, son intercambiables. Se puede decir casi con toda certeza que el vacío electrodébil existe, pero este otro vacío es más especulativo. Las teorías que predicen su existencia son muy atractivas, pero requerirían de energías extraordinariamente elevadas de las cuales hay indicios escasos y muy indirectos.
Cada centímetro cúbico del vacío electrodébil contiene una gran energía y, gracias a la relación masa-energía de Einstein, una enorme masa de aproximadamente diez mil trillones de kilogramos (1022, más o menos, la masa de la Luna). El vacío unificado tendría la pasmosa densidad de 1051 kilogramos por centímetro cúbico. No hace falta aclarar que estos vacíos nunca se han sintetizado en ningún laboratorio porque para eso se requerirían energías que exceden con mucho la capacidad técnica de los laboratorios actuales.
Por comparación con estas enormes energías, la del vacío verdadero, normal, es minúscula. Durante mucho tiempo se pensó que era exactamente igual a cero, pero observaciones recientes indican que nuestro vacío tiene una pequeña energía positiva equivalente a la masa de cinco átomos de hidrógeno por metro cúbico.
De los vacíos de elevadas energías se dice que son falsos —a diferencia de nuestro vacío, que es el verdadero— porque son inestables. Al cabo de un período de tiempo muy breve —normalmente una fracción de segundo—, un vacío falso se descompone y se convierte en un vacío verdadero y su exceso de energía se transforma en una bola de fuego de partículas elementales.